# Dachsberg (Südschwarzwald)
Dachsberg (Südschwarzwald) – miejscowość i gmina w Niemczech, w kraju związkowym Badenia-Wirtembergia, w rejencji Fryburg, w regionie Hochrhein-Bodensee, w powiecie Waldshut, wchodzi w skład związku gmin St. Blasien. Leży w Schwarzwaldzie.